# Met het Mes op Tafel
Met het Mes op Tafel is een Nederlands televisieprogramma gepresenteerd door Sjoerd van Ramshorst en voorheen Herman van der Zandt en Joost Prinsen,  uitgezonden door Omroep MAX. Het programma is een combinatie van poker (inzetten en bluffen) en een kennisquiz.

## Geschiedenis
De eerste uitzending vond plaats op 2 mei 1997 en werd uitgezonden door de NPS. Barvrouw Mylou Frencken is er vanaf het tweede seizoen bij, in het eerste seizoen was Ellen Pieters barvrouw. Vanwege de fusie van NPS, Teleac en RVU tot NTR in september 2010 was daar geen ruimte meer voor het programma. Sinds 6 oktober 2010 wordt het uitgezonden door Omroep MAX. 
In 2005 zond Canvas een Belgische versie uit, gepresenteerd door Jo Van Damme. 
De intromuziek is Das Lied von der Unzulänglichkeit des menschlichen Strebens uit de Dreigroschenoper.
In het voorjaar van 2015 werd vaste presentator Joost Prinsen vanwege familieomstandigheden tijdelijk vervangen door Herman van der Zandt. Van der Zandt nam de presentatie vier weken over. Van der Zandt had in 1998 zelf als student al eens deelgenomen aan de quiz.
In september 2015 werd bekend dat Prinsen niet terug zou keren als presentator. Van der Zandt werd toen de vaste presentator. In juli 2023 werd bekend dat Herman van der Zandt per 1 januari 2024 naar KRO-NCRV ging om Philip Freriks op te volgen als presentator van De Slimste Mens en daardoor ook moest stoppen met Met het Mes op Tafel. KRO-NCRV staat niet toe dat hij uitstapjes maakt naar andere omroepen. Desondanks werden er nog twee seizoenen met Herman van der Zandt uitgezonden in september en december 2023.
Het programma wordt in seizoenen van vier weken uitgezonden, afwisselend met Per Seconde Wijzer en sinds 2025 ook met de nieuwe quiz De Cirkel. Vanaf het voorjaar van 2016 werd de quiz tijdelijk vijf keer per week uitgezonden. Op de vierde dag kwamen de verliezers van de finale van de drie dagen daarvoor terug; op de vijfde dag kwamen de winnaars van de eerste drie dagen terug. Deze opzet is in latere seizoenen weer teruggedraaid. 
Op 15 november 2016 was de 500e aflevering. Op 5 april 2019 werd in het kader van het 60-jarig jubileum van het NOS-programma Studio Sport een speciale aflevering uitgezonden onder de titel Met het Bord op Schoot. Deze special stond geheel in het teken van sport. Er speelden drie koppels tegen elkaar bestaande uit een olympisch kampioen en een presentator van Studio Sport in plaats van drie individuele kandidaten en het geld van de winnaars ging naar een door hen gekozen goed doel.
Omdat pianist Martin van Dijk begin 2016 ernstig ziek was, werd hij vervangen door Nico van der Linden. Van Dijk overleed in juni 2016. In het najaar werd de broer van Martin van Dijk, Klaas van Dijk, de vaste pianist.
Muziekvragen worden dikwijls begeleid door zang van "barvrouw" Mylou Frencken. Opnameleider Fred (hij liet ook af en toe een voorwerp zien waarover een vraag  gesteld werd) nam in november 2021 na 25 jaar afscheid tijdens de laatste aflevering van het seizoen.
In 2020 en 2021 werd het programma vanwege corona zonder publiek uitgezonden. De kandidaten speelden aan een grotere tafel, zodat ze op voldoende afstand van elkaar zaten. Het geld werd verdeeld met een bakje aan een lange stok, zodat ook de presentator voldoende afstand kon houden. In juni 2022 werd het 25e seizoen gevierd met in de slotuitzending Joost Prinsen als eregast.
In april 2023 keerde Joost Prinsen voor twee weken terug als presentator, als vervanger van de zieke Herman van der Zandt.
Op 1 mei 2023 werd de negenhonderdste aflevering van het programma uitgezonden.
Op 21 december 2023 presenteerde Van der Zandt zijn laatste reguliere aflevering, en op oudejaarsavond een oudejaarsspecial van het programma waarin zes bekende Nederlanders, waaronder Maarten van Rossem en Philip Freriks, tegen elkaar speelden. Aan het eind van deze special liep Van der Zandt van tafel en werd in de coulissen 'afgelost' door Sjoerd van Ramshorst, die het programma sinds 12 februari 2024 presenteert. Een belangrijk verschil met Herman van der Zandt is dat hij de kandidaten niet aan de tafel, maar aan de bar voorstelt aan de kijkers, net als Joost Prinsen deed.
Op 19 december 2024 werd de 1000e aflevering van het programma uitgezonden. Deze speciale aflevering was tegelijk ook een finale en verjaardag van barvrouw Frencken. Bij deze gelegenheid waren naast Sjoerd van Ramshorst ook oud-presentatoren Joost Prinsen en Herman van der Zandt  aanwezig; beiden stelden een vraag.

## Spelregels
Met het mes op tafel is bedacht en ontwikkeld door Jan Kok en Joost Prinsen. Het spel wordt gespeeld in zeven rondes. De deelnemer die na de vierde ronde het minste geld heeft, moet de speeltafel verlaten en gaat aan de bar zitten. De overgebleven kandidaten spelen dan nog twee rondes en een finaleronde. 
De deelnemers krijgen 750 euro als startgeld. Elke ronde begint met het verplicht inzetten van een bedrag in de pot, dat per ronde oploopt. In de eerste en volgende rondes gaat het om 10, 20, 40 en de overige rondes 80 euro. De deelnemers moeten dan vier door de presentator gestelde vragen beantwoorden door met een elektronische pen hun antwoorden op te schrijven. Zolang de vier vragen nog niet gesteld zijn mag een deelnemer een of meerdere antwoorden vervangen. Na het stellen van de vragen mag een deelnemer in beurtvolgorde (van links naar rechts) geld inzetten of passen. De inzet is minimaal 10 en maximaal 50 euro. De overige deelnemers kunnen evenveel zetten, bijzetten of passen. Dan geeft de presentator de antwoorden. De overgebleven deelnemers kunnen opnieuw inzetten of passen. Daarna moet de deelnemer die op de eerste hand zit zeggen hoeveel goede antwoorden hij of zij heeft. Vervolgens kunnen de overige deelnemers nog eens geld inzetten. Bij namen van personen gaat het om de achternaam, tenzij om de voor- en achternaam wordt gevraagd. Spelfouten zijn toegestaan, tenzij het om een spellingsvraag gaat of de spelling een onjuiste interpretatie kan veroorzaken.
In geval van meerdere deelnemers met eenzelfde aantal juiste antwoorden (die niet hebben gepast), wordt door middel van een zogenaamde shoot-out beslist welke deelnemer de ronde wint. De deelnemer die het eerst op de knop drukt, moet direct én zonder verder na te denken het antwoord geven op de vraag. Bij een juist antwoord is hij winnaar; bij een onjuist antwoord gaat de inzet naar de andere deelnemer. Bij drie deelnemers volgt er na een fout antwoord nog een shoot-out voor de overige twee kandidaten. Als geen enkele deelnemer op de knop drukt, geeft de presentator het antwoord en volgt er een nieuwe shoot-out. Als er na de vierde ronde een gelijke stand is(twee deelnemers met een even lage score) volgt na deze ronde een shoot-out om te bepalen welke kandidaat afvalt. In dat geval blijft de kandidaat die het goede antwoord geeft zitten. De andere kandidaat valt af. Bij een fout antwoord valt de kandidaat die het antwoord heeft gegeven af. 
In de finaleronde moet de deelnemer met het minste geld op zijn teller al zijn geld inzetten. De andere deelnemer zet hetzelfde bedrag in en krijgt tevens het recht om, na het beantwoorden van de vragen, een van de vier vragen te laten vervangen door een andere vraag uit dezelfde categorie. Dit is niet verplicht. De kijkers thuis krijgen dan te zien welke antwoorden goed of fout zijn (zij zien naast de antwoordvakjes kleine groene of rode vierkantjes verschijnen). Als een vraag vervangen wordt, wordt het antwoord op deze vraag gegeven en wordt een nieuwe vraag in die categorie gesteld. Hierna worden de goede antwoorden gegeven. Indien er geen vraag wordt vervangen, worden meteen de goede antwoorden gegeven. De deelnemer die aan het eind van de finaleronde de meeste goede antwoorden heeft, is de winnaar en krijgt het geld uit de pot en het geld dat eventueel is overgebleven van zijn vorige rondes. Ook in de finaleronde geldt dat als beide kandidaten evenveel goede antwoorden hebben, met een shoot-out wordt beslist wie de winnaar wordt. In dat geval is de kandidaat die het eerst op de knop drukt en het goede antwoord geeft de winnaar. Bij een fout antwoord wint de andere kandidaat. 
In de aflevering van 23 oktober 2018 werden slechts zes spelrondes gespeeld, omdat het geld in de pot na de vijfde ronde niet voldoende was voor twee spelrondes. Om die reden werd na de vijfde spelronde meteen de finaleronde gespeeld. 
In het geval dat beide deelnemers bij het ingaan van de finaleronde evenveel geld hebben, wijst een shoot-out uit wie een vraag mag vervangen.
Als de ene deelnemer bij het ingaan van de laatste ronde meer dan drie keer zo veel geld heeft als de andere, heeft deze de aflevering gewonnen. De laatste ronde wordt nog wel gespeeld. De winnaar kan zo zijn winst nog verhogen. Wint de verliezende deelnemer de laatste ronde, dan vloeit dat geld terug naar de omroep.

## Categorieën
Voor het stellen van de vraag wordt aangegeven in welke categorie de vraag valt. De meeste categorieën komen twee keer per uitzending aan bod. Het gaat om:
- Aardrijkskunde
- Ambachten
- Beeldende kunst
- Bestuur en burgerij
- Film
- Geloof en bijgeloof
- Geschiedenis
- Grabbelton (1× per uitzending, in de 4e ronde)
- Hoe was het ook alweer?
- Levende natuur
- Literatuur
- Muziek
- Rekenen en taal
- Schone schijn
- Sport
- Televisie
- Uit de oude doos (1x per uitzending)
- Vorige week in het nieuws (1× per uitzending)
- Weekcategorie (1 seizoen)
- Wetenschap en techniek

In 2007 werd de categorie Straatnamen toegevoegd, in 2012 werden voor het eerst vragen gesteld in de categorie Over de grens, met vragen over buitenlandse uitdrukkingen. Dan is er nog de categorie Grabbelton, waarbij het gaat om een vraag die niet in een van de andere categorieën valt. Deze categorie wordt gespeeld in de vierde vraag van de vierde ronde; dit is de laatste ronde voordat een van de kandidaten afvalt.  In de finale-afleveringen op donderdag dient bij deze vraag de stem van een Bekende Nederlander geraden te worden. In de afleveringen van 18 januari 2022 en 14 oktober 2024 werd ook een shoot-out-vraag uit deze categorie gesteld. Op 18 januari 2022 was dat de shoot-out-vraag van de laatste ronde en op 14 oktober 2024 was dat de shoot-out-vraag van de eerste ronde. In het voorjaar van 2018 kwam er de Weekcategorie bij – elke week was er een andere categorie, waarover in die aflevering één vraag werd gesteld. In 2017 is de categorie Uit de oude doos erbij gekomen omdat Met het Mes op Tafel in dat jaar 20 jaar bestond. Er werd een fragment getoond uit een van de eerdere seizoenen, waarin Joost Prinsen of Herman van der Zandt (bij afleveringen van na september 2015) een vraag stelt. De kandidaten moeten die oude vraag dan beantwoorden. Deze categorie kwam terug in 2022, toen het programma 25 jaar bestond.